# 維新力浩司
維新力 浩司 （いしんりき こうじ、本名：飯橋 浩司（いいはし こうじ）、1961年1月24日 - ）は、日本の元男性プロレスラー、日本の元大相撲力士、飲食店経営者。血液型A型。リングネームは維新力（いしんりき）。東京都杉並区出身。
大相撲時代の最高位は西十両筆頭（1989年11月場所）。

## 略歴

### 力士時代
相撲の経験は小学校と中学校時代を通じて地域の祭で開催される相撲大会に出場する程度だったが、兄の影響で格闘技が大好きなため、プロレスラーよりも体格に関する条件が緩かった大相撲力士を志した。高鐵山を尊敬していたということと、大きな部屋だと「君のような小さな人は行司か床山になりなさい」と言われる恐れがあると考えたことから、弟子が2人しかいなかった高鐵山が率いる大鳴戸部屋に入門。
1976年3月場所で初土俵。初めの四股名は若高鉄。後に四股名を「維新軍の長州力」にちなんだ現在の名に改名。明らかにプロレス入りを予感させるもので、後に実際にプロレス入りしたが、現役当時、長州や維新軍と会ったことはない。
相撲取りらしからぬ腹筋のある体格と、山下真司そっくりの端正な顔立ち、元気溢れる勇敢な取り組みで、十両では若花田、貴花田と並び立つ屈指の人気を博した。体重が100キロに満たない小兵力士の中でも一際体重が軽く、80キロ台で関取まで出世したのは特筆される実績であるが上位には通用せず、1989年11月場所で西十両筆頭まで昇進したものの、幕内までは届かなかった。1990年3月場所では、8日目に曙を突き落とし、10日目に若花田を上手投げで土俵下に投げ飛ばすなど後の横綱から豪快な内容で白星をあげている。この間の9日目には貴花田と対戦、内容的には勝っていたものの髷掴みの反則を取られて敗れた。同年7月場所に東十両11枚目で2勝13敗と大幅に負け越し、幕下転落が確実となったため、この場所限りで廃業。十両での通算成績は141勝159敗。十両在位は20場所と当時の年寄襲名の最低条件（十両連続在位20場所以上）も満たしており、本人にも年寄襲名の意欲はあった。また、師匠の大鳴戸も将来的には養子にし、部屋を譲る意向があったとも伝えられたが、引退時にまだ29歳と若く自分を賭けてみたい気持ちがあったことや、廃業前に大鳴戸から部屋継承のために提示された金銭的な条件に不満を感じたことなどから、廃業を選んだ。

### プロレスラー時代
相撲廃業後、すぐにプロレスラーへ転向。兄（後述）の所属する全日本プロレスと敵対すると同時に最も資金力のあったSWSに入団した。入団まもなくアメリカへ海外武者修行に出発、1991年1月25日、テキサス州ダラスで対ジェフ・ジャレット戦でプロレスデビューした。帰国後は大物であり角界の大先輩である天龍源一郎とは別の部屋（「道場・檄」）に加わった。SWSではメインにも起用される事もあり、新鋭として期待されたが、水腎症を理由に1992年に引退を表明した。
しかしSWSはほどなくして崩壊し、「道場・檄」「パライストラ」派の後継団体として設立したNOWでカムバックする。NOWでは上田馬之助との抗争から「AGAマッチ」（通称：「出刃包丁マッチ」）を展開するなど、団体の中心選手として活動したが、NOWの活動停止を経て、天龍が設立したWARへ移籍。その後、内臓疾患によりプロレスラーを引退した。
1994年6月、WARが提携していたLLPW所属の穂積詩子と結婚。同年には東京・吉祥寺に「どりんくばぁー『維新力の店』」を開業した。2024年現在も営業中。
店を続けながら、後にプロレス界に復帰。2006年以降、維新力主催プロモーション『どすこいプロレス』『RIKIマニア』の開催に携わる一方、50歳を越えてからもフリーとしてI.W.A.JAPAN・WAP・アジアンプロレスに参戦する。
2022年10月2日、新宿FACEで引退興行を開催し『どすこいプロレス』の代名詞ともいえる男女混合タッグマッチを最後に。46年間に渡る格闘技人生に終止符を打った。自主興行時の最後の締めは「1（ひい）2（ふう）3（みい）どすこい!」であった。
2024年10月27日、どすこいプロレスの４ＷＡＹ　エキシビション初っ切りマッチに出場。アントニオ小猪木、ランジェリー武藤、女子プロレスラーのまなせゆうなと対戦した。

## 人物
- 実兄は国際プロレスのリングアナウンサー→国際プロレス崩壊後は全日本プロレスでバス運転手→三沢光晴の独立後はプロレスリング・ノアと、メジャー団体で裏方として働いていた飯橋一敏。そのため、プロレス対して強い憧れを抱いていた。
- 力士廃業から間もない1990年11月12日放送の森田一義アワー 笑っていいとも!のテレフォンショッキングに出演。この出演に際して「お友達紹介」されたのは、かつて同じ立浪・伊勢ヶ濱連合（現在の伊勢ヶ濱一門）に所属し、さらに自身と同様、力士廃業後プロレスに転じた北尾光司だった。なお自身のお友達としては女優の坂上香織を紹介している(長崎のプロレスプロモーターの娘)。
- 2007年10月20日、テレビ朝日系の討論番組「朝まで生テレビ! 激論"国技大相撲"に未来はあるか?」にパネリストとして出演。このほか時津風部屋力士暴行死事件ではVTR出演や電話出演で度々ワイドショーに出演し、自身も経験していた「かわいがり」と称した兄弟子からの暴行被害を証言した。
- 師匠だった11代大鳴戸から八百長に関与していると著書で暴露されたが、本人は2011年2月に明るみに出た大相撲八百長事件のコメンテーターとしてテレビのワイドショーに出演した際、暴力団との交際や賭博行為が角界に存在していることを一貫として否定している。
- 北尾光司が亡くなる10年ほど前、北尾にプロレスイベントへの参加を求めたが「もう自分は表舞台には出ないんで」と断られた事を明かしている。また「体調もあったかもしれないが、増えた家族を大切にしたかったのかな。幸せな時間もあったのでは」と故人を偲んだ[4]。
- 関取としては類稀なる軽量だったため、体重が170kg前後ある付き人を同伴させて飲みに行った際に、店の主人はこの付き人の方を「関取」と呼んでいたとする逸話を、落語家の桂文福が「VAN VAN 相撲界」で披露している。
- 妻は元女子プロレスラーの穂積詩子。息子の飯橋理貴（りき）、ISHIN（いしん）もプロレスラーを志望し、2021年9月20日のDRAGON GATE大田区大会で揃ってデビューした[5]。しかし理貴は2022年6月6日付でプロレスを引退している。
- 『サンクチュアリ -聖域-』では相撲指導と監修を務めた。また、吉祥寺の少年を相撲界に勧誘して角界入りに導くなど吉祥寺界隈と角界との接点を作っている[6]。
- 元白鵬の宮城野親方が弟子の北青鵬が引き起こした暴行問題で降格処分を受け、宮城野部屋閉鎖に追い込まれた件については、現役時代の不行跡と年寄襲名時の誓約書を考えれば妥当との見解を示した。その上で弟子の伊勢ヶ濱部屋への移籍について、元旭富士の伊勢ヶ濱親方の指導による弟子の成長を期待しつつも、移籍先での人間関係や宮城野部屋と比べた私生活での厳しさを案じている[7]。

## 得意技
小股すくいスープレックス
ディアドロップスープレックスと同型。相手の背後に回り込んで背中の方から相手の左脇に頭を差し込み、相手の正面に回した左手で相手の左腿を内腿の方から抱え込み、相手の両足の間に腿の裏の方から右手を差し込み、相手の左腿を抱えるように両手をクラッチして体をブリッジさせる勢いで相手を後方へと反り投げて肩口から叩きつける。
アルカトラズ
相撲ラリアット
相撲の立合いの動作から放つラリアット。

## 入場曲
- ライディーン（YMO）

## タイトル歴
- UWA世界ミドル級王座（第25代）
- D.H.G認定王座（初代）

## 大相撲の成績

### 通算成績
- 通算成績：390勝372敗 勝率.512
- 十両成績：141勝159敗 勝率.470
- 現役在位：87場所
- 十両在位：20場所

### 場所別成績
| | 一月場所 初場所（東京） | 三月場所 春場所（大阪） | 五月場所 夏場所（東京） | 七月場所 名古屋場所（愛知） | 九月場所 秋場所（東京） | 十一月場所 九州場所（福岡） |
| --- | ----------------------- | ----------------------- | ----------------------- | --------------------------- | ----------------------- | --------------------------- |
| 1976年 （昭和51年） | x                       | （前相撲）              | 東序ノ口18枚目 4–3      | 東序二段94枚目 5–2          | 東序二段54枚目 2–5      | 東序二段79枚目 4–3          |
| 1977年 （昭和52年） | 東序二段51枚目 2–5      | 西序二段78枚目 5–2      | 西序二段24枚目 3–4      | 東序二段36枚目 3–4          | 東序二段53枚目 4–3      | 東序二段31枚目 4–3          |
| 1978年 （昭和53年） | 東序二段16枚目 5–2      | 西三段目66枚目 2–5      | 東序二段2枚目 5–2       | 東三段目61枚目 3–4          | 東三段目77枚目 4–3      | 西三段目59枚目 3–4          |
| 1979年 （昭和54年） | 東三段目70枚目 5–2      | 東三段目43枚目 4–3      | 西三段目29枚目 4–3      | 西三段目17枚目 2–5          | 東三段目41枚目 4–3      | 西三段目24枚目 3–4          |
| 1980年 （昭和55年） | 西三段目36枚目 5–2      | 西三段目8枚目 4–3       | 西幕下57枚目 4–3        | 西幕下49枚目 2–5            | 西三段目15枚目 4–3      | 東三段目筆頭 4–3            |
| 1981年 （昭和56年） | 東幕下46枚目 5–2        | 西幕下29枚目 2–5        | 西幕下45枚目 5–2        | 西幕下24枚目 2–5            | 東幕下44枚目 5–2        | 東幕下28枚目 4–3            |
| 1982年 （昭和57年） | 東幕下17枚目 3–4        | 西幕下22枚目 3–4        | 東幕下34枚目 3–4        | 東幕下50枚目 3–4            | 東三段目7枚目 6–1       | 西幕下33枚目 4–3            |
| 1983年 （昭和58年） | 西幕下27枚目 3–4        | 東幕下40枚目 6–1        | 東幕下15枚目 3–4        | 東幕下22枚目 2–5            | 東幕下40枚目 5–2        | 東幕下24枚目 3–4            |
| 1984年 （昭和59年） | 東幕下33枚目 4–3        | 東幕下25枚目 2–5        | 西幕下45枚目 3–4        | 西幕下56枚目 5–2            | 東幕下32枚目 4–3        | 東幕下24枚目 5–2            |
| 1985年 （昭和60年） | 西幕下12枚目 4–3        | 西幕下6枚目 4–3         | 西幕下4枚目 2–5         | 西幕下17枚目 4–3            | 東幕下13枚目 5–2        | 東幕下8枚目 4–3             |
| 1986年 （昭和61年） | 西幕下3枚目 1–6         | 西幕下29枚目 5–2        | 東幕下18枚目 3–4        | 東幕下27枚目 3–4            | 西幕下37枚目 6–1        | 東幕下17枚目 5–2            |
| 1987年 （昭和62年） | 西幕下7枚目 4–3         | 西幕下4枚目 6–1         | 東十両10枚目 9–6        | 東十両7枚目 7–8             | 東十両10枚目 7–8        | 西十両11枚目 8–7            |
| 1988年 （昭和63年） | 東十両9枚目 9–6         | 西十両5枚目 6–9         | 東十両10枚目 8–7        | 東十両7枚目 8–7             | 東十両6枚目 8–7         | 西十両2枚目 5–10            |
| 1989年 （平成元年） | 東十両8枚目 8–7         | 東十両5枚目 5–10        | 東十両12枚目 10–5       | 西十両5枚目 6–9             | 西十両8枚目 10–5        | 西十両筆頭 5–10             |
| 1990年 （平成2年） | 東十両6枚目 6–9         | 東十両10枚目 8–7        | 西十両7枚目 6–9         | 東十両11枚目 引退 2–13–0    | x                       | x                           |
| 各欄の数字は、「勝ち-負け-休場」を示す。 優勝 引退 休場 十両 幕下 三賞：敢=敢闘賞、殊=殊勲賞、技=技能賞 その他：★=金星 番付階級：幕内 - 十両 - 幕下 - 三段目 - 序二段 - 序ノ口 幕内序列：横綱 - 大関 - 関脇 - 小結 - 前頭（「#数字」は各位内の序列） |                         |                         |                         |                             |                         |                             |

## 改名歴
- 若高鉄 浩司（わかこうてつ こうじ） 1976年3月場所 - 1984年5月場所
- 維新力 浩司（いしんりき こうじ） 1984年7月場所 - 1990年7月場所

## 著作
- 『維新力のみんなまとめてゴッツァン―角界ここだけの話』（[1991年1月、ブックマン社）ISBN 978-4893081551
- 『大相撲ズバリ!ここだけの話―格闘技人生18年、俺と相撲とプロレスと』（1993年5月、講談社）ISBN 978-4062064712